# Оборона на обратном скате
Оборона на обратном скате является военной тактикой, состоящей в том, что силы защитников расположены на склоне возвышенности, такой, как холм, хребет, или гора, с стороны, противоположной от сил атакующих. Эта тактика препятствует наблюдению атакующего за позициями защитника, а также снижает эффективность дальнобойного оружия, такого, как танки и артиллерия. 
Обороняющееся подразделение обычно не проводит оборону на обратном скате вдоль всего фронта, поскольку для контроля за регионом перед возвышенностью необходимо размещение войск на переднем скате. Однако если известно, что силы атакующих обладают оружием прямого огня или огня с закрытих позиций большой дальности, большинство сил обороняющихся могут использовать гору для ограничения видимости и снижения эффективности огня противника на большом расстоянии. Эта тактика может также помочь в обмане противника относительно истинного расположения и организации основных оборонительных позиций. Как правило, в этом случае меньший по размеру отряд по-прежнему размещается на переднем склоне, чтобы выполнять наблюдение и задержать атакующих, если обороняющимся силам будет необходимо переместить свой основной корпус на передний склон. В противном случае, когда атакующий продвигается до вершины холма, он может попасть в засаду и попасть под ближний огонь защитников на обратном склоне и, возможно, на контрсклоне (передний склон следующего холма, обращенный к обратному склону). Боевые машины уязвимы при гребне холмов, потому что их тонкая броня на днище может подвергаться обстрелу со стороны войск на обратном склоне, и потому что их оружие может не иметь необходимого угла наклона для эффективного поражения противника, находящегося ниже транспортного средства.

## Исторические примеры

### Наполеоновские войны
Самым известным сторонником этой тактики был герцог Веллингтон, который неоднократно использовал её во время наполеоновских войн, чтобы победить французскую пехоту. Разместившись позади хребта, разделяющего свою армию и армию противника и приказав солдатам занять положение лёжа, Веллингтон мог как защитить свои войска от огня французской артиллерии, так и нанести удар по атакующей французской пехоте, подняв свои войска в последний момент и наносить залпы из мушкетов с близкого расстояния.

### Американская гражданская война
В качестве примеров защиты на обратном скате во время Гражданской войны в США можно привести защиту Томаса Джонатана Джексона от Генри Хауса Хилла во время первого сражения при Булл-Ране (также известной как Манассас) (1861), где он приказал своим солдатам залечь ниже гребня холма, чтобы избежать артиллерии северян, и контратаки Уинфилда Скотта Хэнкока против Джубала Эрли в начале битвы при Уильямсбурге (1862). Битва при Геттисберге (1863 г.) была ещё одним примером, особенно в случае обороны северян против Пикетта, которая в значительной степени удалась благодаря расположению на обратным склоне Кладбищенского хребта, который защищал пехоту и скрывал большое количество пушек, которые атакующие не смогли заметить.

### Вторая мировая война
После захвата Карантана американскими десантниками 13 июня 1944 года немецкие войска (части 17-й моторизованной дивизии СС и 6-го полка парашютистов) предприняли контратаку в попытке вернуть этот стратегически важный город. Подразделения 101-й воздушно-десантной дивизии США (502-й и 506-й парашютные полки) встретили наступление противника к юго-западу от Карантана в битве при Кровавом ущелье.
Местность предоставляла американцам возможность защиты на обратном скате, и две роты 506-го полка выстроились вдоль живых изгородей у подножия холма 30. Американские войска были в меньшинстве, и по ним был открыт огонь танков и штурмовых орудий, но обратный склон позволил им направить всю свою огневую мощь на немцев, когда те оказались на вершине холма. Хотя американские войска были почти смяты, их положение дало им достаточное преимущество, чтобы удерживать свои позиции до прибытия 2-й бронетанковой дивизии США.
Оборонительные сооружения на обратном скате были очень популярны у японцев во время битв на островах на тихоокеанском театре военных действий. Американское превосходство в морской артиллерии побуждало японцев укрываться на обратных склонах, пока они не могли нанести удар по американским войскам с близкого расстояния.

### Другие примеры
- В 1966 году сражение при Лонгтане
- В Битве за Уайрелесс-Ридж в 1982 году аргентинские оборонительные позиции были расположены на передних склонах. 2-й британский парашютный батальон занимал позиции на обратном склоне, защищенном от огня аргентинской артиллерии[2].
- В Битве на 73 истинг в 1991 году танки M1A1 «Орлиного отряда» во главе с капитаном Макмастером взобрались на вершину холма и застали врасплох иракскую танковую роту, расположенную на обратном склоне. Они немедленно напали на иракские танки и уничтожили всю роту.